# HMS Juno
El HMS Juno fue una fragata de 26 cañones de la clase Spartan de la Marina Real británica botada en 1844 en Pembroke. Como HMS Juno, desempeñó en 1857 el histórico papel de anexionar las islas Cocos (Keeling) al Imperio Británico. Fue rebautizado HMS Mariner en enero de 1878 y HMS Atalanta dos semanas más tarde.

## Desaparición
El Atalanta se desempeñaba como buque escuela cuando en 1880 desapareció con toda su tripulación luego de zarpar del Royal Naval Dockyard en Bermuda rumbo a Falmouth, Inglaterra, el 31 de enero de 1880. Se presume que se hundió en una poderosa tormenta que cruzó su ruta un par de semanas después de zarpar. La búsqueda de pruebas de su destino atrajo la atención mundial, y el Almirantazgo británico recibió más de 150 telegramas y 200 llamadas personales de amigos y familiares ansiosos después de que se anunció que el barco había desaparecido, y posiblemente perdido.
La investigación de la pérdida del barco se vio dificultada por la falta de supervivientes, pero un exmiembro de su tripulación, el marinero de primera John Varling, testificó que lo había encontrado "extremadamente chiflado, ya que tenía sobrepeso. Giró 32 grados y el capitán Stirling está Se informó que se le escuchó comentar que si hubiera girado un grado más, debería haberse hundido y hundido. Los jóvenes marineros eran demasiado tímidos para subir a lo alto o estaban incapacitados por el mareo... Varling afirma que se escondieron y. "No pude ser encontrado cuando lo buscó el contramaestre".

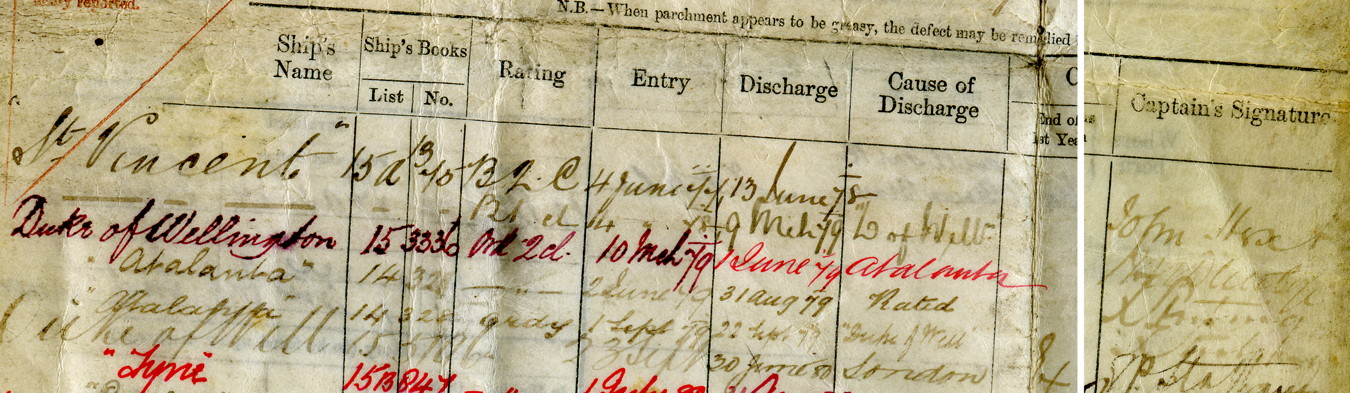
Un registro de servicio de la Marina Real británica de la última misión de entrenamiento completada antes de la pérdida del Atalanta

Las circunstancias exactas de la pérdida del barco siguen siendo inciertas, pero el cañonero Avon – que llegó a Portsmouth el 19 de abril procedente de Chile – informó "que en las Azores notó inmensas cantidades de restos flotando... de hecho, el mar estaba esparcido con palos, etc". Dos días después, en medio de una creciente preocupación de que la pérdida del barco podría haberse evitado si su tripulación no hubiera sido tan inexperta, el periódico The Times señaló en un editorial: "No puede haber ninguna duda sobre la locura criminal de enviar a unos 300 muchachos que nunca han En circunstancias excepcionales, la tripulación del Atalanta sólo contaba con unos 11 marineros competentes, y teniendo en cuenta que los jóvenes a menudo tienen miedo de hacerlo. "Subir a lo alto en medio de un vendaval para arriar velas... se hace evidente un peligro especial que corre el Atalanta". El 14 de septiembre, el bergantín alemán W. von Freeden avistó un barco hundido, con sólo la proa sobre el agua, en 46°42′N 7°45′O / 46.700, -7.750. Se pensó que este podría haber sido el naufragio del Atalanta.
Un monumento en la iglesia de St Ann, Portsmouth, menciona un total de 281 muertes en el desastre. Entre los perdidos se encontraba Philip Fisher, un teniente que había conseguido el apoyo indirecto de la reina Victoria del Reino Unido para obtener un nombramiento en el barco. Era el hermano menor del futuro Almirante de la Flota Lord Jacky Fisher.
Desde la década de 1960, la pérdida del HMS Atalanta se ha citado a menudo como evidencia del supuesto Triángulo de las Bermudas (a menudo en conexión con la pérdida en 1878 del buque escuela HMS Eurydice, que se hundió después de zarpar del Royal Naval Dockyard en Bermuda para Portsmouth el 6 de marzo), una acusación que la investigación del autor David Francis Raine en 1997 demostró que era un disparate.